# Hypoponera albopubescens
Hypoponera albopubescens är en myrart som först beskrevs av Menozzi 1939.  Hypoponera albopubescens ingår i släktet Hypoponera och familjen myror. Inga underarter finns listade i Catalogue of Life.